# 快樂長門人
《快樂長門人》（英語：Happy Old Buddies）是香港電視廣播有限公司為60歲或以上長者提供各類型資訊的綜合雜誌式節目，逢星期一至五早上9時45分至9時55分及星期六早上9時正至9時10分。節目會以不同環節，透過邀請各個界別的嘉賓，講解有關長者的社會資訊、護理知識等，讓長者生活更加多姿多采。

## 播映時間
- 星期一至五09:50-10:00（公眾假期改為09:00/09:05-09:10/09:15）
- 星期六09:00-09:10

2010年10月26日起，在myTV上映。
2011年3月7日起，配合香港股票交易時段變更，對上午的節目播出時間作新安排，本節目由10:20提前半小時在09:50播映，公眾假期改為09:00播映。
2012年2月18日起，本節目更增設星期六09:00播映時段。
2020年2月14日至7月11日期間，由於劇集《真情》每集長度由兩節改為三節，《超級勁歌推介》的播放時段由09:45-09:50移至14:05-14:10，本節目於星期一至五的播放時段暫時提早至09:45-09:55播出，星期六播放時段不變。
由於無線新聞部裁員的影響從2023年7月17日起停止制作新节目并改為重播之前集數，最後一集已於2023年12月1日播出。

## 主持人
羅貫峰、陳琪、蘇敏聰、蘇晉霆、溫裕紅、岑杏賢、關宛珊、李漫芬、張美妮

## 獎項
- 2010年11月20日，本節目聯同《開心老友記》奪得由香港社會服務聯會頒發的感謝狀，以表揚節目對社區的包容和長者的尊重。

## 外部連結
- 節目官方網頁 （页面存档备份，存于）
- 無綫新聞專題節目網頁 （页面存档备份，存于）